# Noga Alon
Noga Alon (17 febbraio 1956) è un matematico israeliano, conosciuto per i suoi contributi in combinatoria e informatica teorica.

## Riconoscimenti
- 1989 Premio Erdős
- 1991 Feher prize
- 2000 Premio Pólya
- 2001 Bruno Memorial Award
- 2005 Landau Prize
- 2005 Premio Gödel
- 2008 Premio Israele per la matematica
- 2011 EMET Prize
- 2024 Premio Wolf per la matematica